# Karoline Dyhre Breivang
Karoline Charlotte Dyhre Breivang (* 10. Mai 1980 in Oslo, Norwegen) ist eine ehemalige norwegische Handballspielerin.

## Karriere
Breivang begann mit fünf Jahren das Handballspielen bei Stabæk. Mit fünfzehn Jahren wechselte die Rechtshänderin zu Hosle IL, für den sie drei Jahre aktiv war. Anschließend kehrte sie zu Stabæk zurück. Mit NTG/Stabæk spielte die Rückraum linke in der höchsten norwegischen Spielklasse. 2005 verließ sie Stabæk und lief anschließend für den norwegischen Spitzenverein Larvik HK auf. Mit Larvik gewann sie 2006, 2007, 2008, 2009, 2010, 2011, 2012, 2013, 2014, 2015, 2016 und 2017 die norwegische Meisterschaft, 2008 den Europapokal der Pokalsieger, sowie 2011 die EHF Champions League. Zwischen Herbst 2016 und Februar 2017 pausierte sie schwangerschaftsbedingt. Nach der Saison 2016/17 beendete sie ihre Karriere.
Breivang absolvierte 305 Partien für die norwegischen Mannschaft. Sie war Rekordnationalspielerin der norwegischen Handballnationalmannschaft, bis sie am 19. März 2021 von Katrine Lunde Haraldsen abgelöst wurde. Mit der norwegischen Auswahl gewann sie 2004, 2006, 2008, 2010 und 2014 die Europameisterschaft. Bei der Weltmeisterschaft 2007 in Frankreich wurde sie Vizeweltmeisterin. Ein Jahr später holte sie sich bei den Olympischen Spielen die Goldmedaille. 2009 gewann Breivang bei der Weltmeisterschaft in China Bronze. Bei der WM 2011 gewann sie den WM-Titel. Im Sommer 2012 nahm Breivang erneut an den Olympischen Spielen in London teil, wo sie wiederum die Goldmedaille gewann. Die Norwegerin nahm weiterhin an der Weltmeisterschaft 2013 teil. Im März 2015 gab sie das Ende ihrer Länderspielkarriere bekannt.